# Döden föder
Döden föder är reggaegruppen Kultirations tredje studioalbum, utgivet 25 april 2007 på I-Ration Records. En dubmix med titeln Döden föder dub gavs ut i november samma år.
Albumet var gruppens första att gå upp på Sverigetopplistan, där det nådde 43:e plats.

## Låtlista
1. "Harmoni" - 5:41
2. "Ever Changing" - 5:08
3. "Glömd e jorden" - 4:07
4. "Saraswati" - 5:45
5. "Rikemansgetto" - 5:02
6. "Ett steg utanför" - 6:10
7. "Mellan hjärtslag" - 4:57
8. "Mamma" - 5:08
9. "Resonans" - 5:42
10. "Blickar" - 5:35
11. "Tradition" - 4:05
12. "Forward On" - 8:55